# Виллануова-суль-Клизи
Виллануова-суль-Клизи (итал. Villanuova sul Clisi, ломб. Elanöa) — коммуна в Италии, в провинции Брешиа области Ломбардия.
Население составляет 4720 человек (2008 г.), плотность населения составляет 524 чел./км². Занимает площадь 9 км². Почтовый индекс — 25089. Телефонный код — 0365.
Покровителем коммуны почитается святой апостол Матфей, празднование 21 сентября.

## Демография
Динамика населения:

## Города-побратимы
- Требёрден (Франция, с 2000)[1]

## Администрация коммуны
- Официальный сайт: http://www.comune.villanuova-sul-clisi.bs.it/